# Cogers
Die Society of Cogers ist ein Debattierclub, der 1755 in der heute zu London gehörenden City of London im Vereinigten Königreich gegründet wurde. Er gilt damit als ältester Debattierclub und ältestes Diskussionsforum der Welt.

## Geschichte
Der Name „Cogers“ leitet sich von Descartes’ berühmter Aussage Cogito ergo sum („Ich denke, also bin ich.“) ab. Der Club versteht sich als „Club der Denker“ und gestattet daher jedermann den freien Ausdruck seiner Gedanken.
Das erste Treffen wurde 1755 im damaligen White Bear Inn, der heutigen St Brides Tavern abgehalten. Zu dieser Zeit fungierten vor allem Kneipen und Cafés häufig als Diskussionsforen. Nach einem zwischenzeitlichen Umzug befanden sich die Haupträumlichkeiten von 1871 bis in die 1960er Jahre im Barley Mow Inn, ehe dieses geschlossen wurde. Ab den 1970er Jahren nahm die Beteiligung leicht ab, die Treffen fanden mittlerweile informell in verschiedenen Kneipen statt.
In den 1990er Jahren spaltete sich der Club in zwei Fraktionen auf. Ein 1997 ins Leben gerufenes drittes wöchentliches Treffen findet bis heute in der Old Bank of England am Londoner Strand statt, während die ursprünglichen Treffen aufgelöst wurden. Durch diesen Schritt hat sich der Club umstrukturiert und neuen Zielgruppen geöffnet.
In den 2000er Jahren wurde die Cogers-Stiftung (engl. Cogers Trust) gegründet, zudem entstanden Diskussionsforen auch an anderen Orten innerhalb und außerhalb Londons.

## Veranstaltungsorte
- City of London Cogers, Old Bank of England, Fleet Street, London
- Westminster Cogers, The Plumber Arms, Lower Belgrave Street, London
- Ware Society of Cogers, The Drill Hall, Armwell End, Ware
- San Francisco Society of Cogers, The University Club, Nob Hill, San Francisco